# 内夫 (上阿尔卑斯省)
内夫（法語：Neffes，法語發音：[nɛf]）是法国上阿尔卑斯省的一个市镇，属于加普区。

## 地理
内夫（44°30'16"N, 6°1'20"E）面积8.36 平方千米，位于法国普罗旺斯-阿尔卑斯-蓝色海岸大区上阿尔卑斯省，该省份为法国东南部内陆省份，北起萨瓦省，西北接伊泽尔省，西南接德龙省，南至上普罗旺斯阿尔卑斯省，东北部与意大利接壤。
与内夫接壤的市镇（或旧市镇、城区）包括：沙托维约、加普、佩洛捷、锡戈耶、塔拉尔。

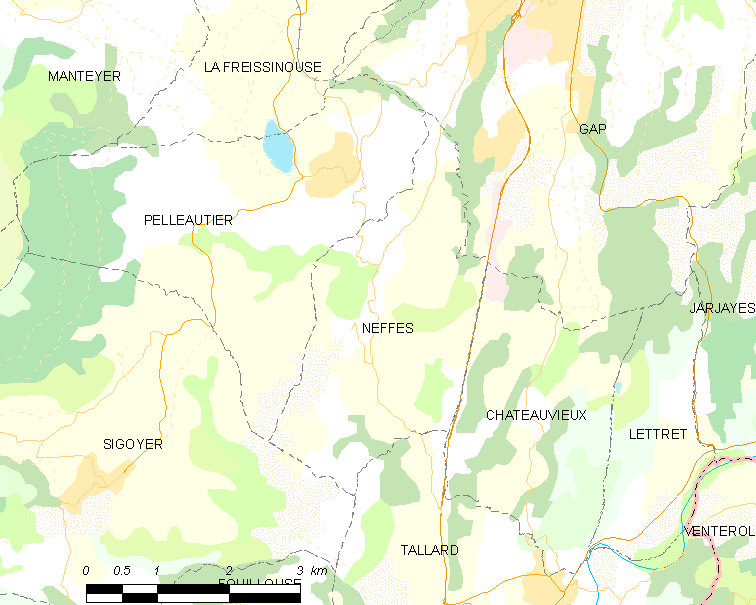
的OSM定位图

内夫的时区为UTC+01:00、UTC+02:00（夏令时）。

## 行政
内夫的邮政编码为05000，INSEE市镇编码为05092。

## 政治
内夫所属的省级选区为塔拉尔县。

## 人口

1962-2008年间人口变化图示

内夫于2022年1月1日时的人口数量为783人。